# السرطان في القطط
السرطان في القطط هو السبب الرئيسي لوفاة الحيوانات كبيرة السن. وينجم عن نمو الخلايا الغير منضبطة وتؤثر على مجموعة واسعة من أنواع الخلايا والأعضاء في الجسم. يظهر سرطان القطط في البداية على شكل نتوء في أي جزء من أجزاء الجسم. ينمو بسرعة كبيره في الخلية المصابة. حيث انه يربط نفسه على النسيج تحت جلد المنطقة المصابة بالورم. ومن الممكن أن ينتشر إلى أجزاء أخرى من الجسم.على الرغم من ان السرطان سبّب ما يقارب 32% من وفيات القطط التي يزيد عمرها عن عشر سنوات، الا انه يمكن علاجه بنجاح إذا تم تشخيصه مبكرا.
في حين أن أسباب إصابة القطط بالسرطان غير معروفة، يشتبه في أن سرطان الدم اللوكيميا هو مساهم رئيسي في الإصابة.وهناك عوامل أخرى من الممكن انها تسبب في زيادة معدلات الإصابة بسرطان القطط مثل: السموم البيئية، التدخين، الزينة المفرطة أو لعق أجزاء من الجسم التي لمست السموم البيئية.
يمكن الكشف عن السرطان في وقت مبكر من خلال مراقبة بعض العلامات والاعراض التي تظهر على القطط. تشمل طرق التشخيص الشائعة: الفحص البدني، والاشعة السينية، والموجات الفوق صوتية، وعلم الخلايا، وفحوصات الدم، واختبارات الدم والفحوصات النووية. اعتمادا على نوع السرطان ومستوى تقدمه من الممكن استخدام الجراحة أو الإشعاع أو العلاج الكيميائي أو العلاج المناعي لعلاجه. على الرغم من أن الأبحاث كانت بطيئة للكشف عن أسباب هذا السرطان، الا أن هناك تطورات في العلاج الاشعاعي وكذلك تم تحسين وتحديث إجراءات العلاج الكيميائي.

## العلامات والأعراض
يمكن أن تصاب القطط بالسرطان في أي جزء من الجسم، ومن الممكن اكتشاف معظم الاعراض خارجيا. في حين أن كل نوع من أنواع السرطان له أعراضه الخاصة التي تميزه، الا ان معظمها يشير إلى وجودها من خلال الاعراض الشائعة التي تبقى طويلا. من الاعراض العامة لسرطان القطط هي:
- أي نتوء يتغير شكلها أو حجمها.
- أي قرحة لا تلتئم.
- التغيير في عادات الأمعاء أو المثانة.
- صعوبة في الأكل أو البلع.
- صعوبة التبول أو التغوط.
- نزيف غير واضح أو افرازات من الجسم.
- فقدان الشهية.
- انخفاض الوزن.
- السعال أو صعوبة في التنفس.
- تصبب الجسم.
- رائحة الفم.
- الجوع الشديد.

### سرطان الغدد الليمفاوية
سرطان الغدد اللمفاوية هو الشكل الأكثر شيوعا للسرطان في القطط، والذي يرتبط عادة بفيروس لوكيميا القطط، وهو يمثل ما يقارب 25% من جميع الحالات. سرطان الغدد اللمفاوية في القطط عادة ما يصيب الجهاز الهضمي مما يؤدي للقيء والاسهال المفرط. ومن أعراضه الأخرى الشائعة مثل تضخم الغدد اللمفاوية وفقدان الشهية وفقدان الوزن وصعوبة التنفس.
سرطان الغدد اللمفاوية مرض شائع بين القطط المصابة بعدوى فيروس لوكيميا القطط. وهو يؤثر على الأمعاء والانسجة اللمفاوية الأخرى (عادة أعضاء البطن). وقد تتأثر القطط بفقدان الشهية وفقدان الوزن والتقيؤ والاسهال والبراز الدموي والاسهال.

### أورام الجلد.
أورام الجلد هي أقل شيوعا في القطط. وعلى الرغم من أن معظم القطط معرضة للإصابة، الا أن القطط البيضاء (بشكل خاص) معرضة لهذا النوع من الأورام. تظهر أورام الجلد ككتلة مرئية على الجلد، في الغالب، تؤثر على الرؤية أو الشم أو الأكل. تستغرق الأورام الحميدة عدة سنوات لتتطور وتزداد صعوبة اكتشافها بسبب طبيعتها التي تنتقل بحرية. المؤشر الوحيد للأورام الحميدة هو الصدمة الذاتية للنموذج أو ما يسمى ب الورم الحبيبي أو «ضجر القروح»والذي يمكن أن يحدث نتيجة لعق مفرط من قِبَل القط.وهذه علامة على أن القط يعاني من القلق.

### أورام الغدة الليفية الثديية
أورام الغدة الثدية هي النوع الثالث من السرطان في القطط الأنثوية الأكبر سنا. بأعراضها الأكثر شيوعا التي تظهر على شكل كتلة في نسيج الثدي. ويبدو أن القطط المنزلية ذات الشعر القصير والسيامي أكثر عرضة للإصابة. عادة ما يكون الورم ثابتا ومتعقّدا ويلتصق بالجلد. وأيضا تظهر الحلمات باللون الأحمر ومتورمه وينزل سائلا أصفر منها. أظهرت الإحصائات أن أكثر من 90% من الكتل بالقرب من ثدي القطة تعتبر خبيثة لذلك ينصح بإزالة أو ورم أو نتوء مباشرة.

### ورم البطن
يعد ورم البطن من بين أندر أشكال السرطان في القطط، ويصعب علاجها بنجاح إذا وصلت لمرحلة متقدمة. تشمل الاعراض الرئيسية لهذا المرض تضخم البطن، القيء (غالبا بالدم)، فقدان الوزن بسبب صعوبة الهضم، والضعف.
- غالبا تؤثر الأورام الغدية على الغدد الدهنية في الأطراف والجفون والرأس. كما أنها عادة تكون في الاذنين (قنوات الأذن) للقطط، وقد تؤدي إلى فرط نشاط الغدة الدرقية. تظهر الأورام الغدية عادة كزهرة القرنبيط ونمو يشبه البثرة بلون زهري ومسحه برتقالية. يمكن تشخيصها إما من خلال مظهرها الجسدي أو اختبار العينة.
- تنشأ السار كومة الليفية من الأنسجة الليفية تحت الجلد مباشرة. قد تكون موجودة ككتل منعزلة وغير منتظمة على الجلد. يتم تشخيصها من خلال تقييم العينة والذي يتبعه العلاج بالجراحة والإشعاع والعلاج الكيميائي.
- تحدث الأورام الشحمية داخل الانسجة الدهنية وتكون ككتل دائرية ناعمه متقلبه تلتصق بشدة بالنسيج المحيط (عادة للأعضاء وبطانات الغشاء في تجاويف الجسم). بالنسبة لهذا النوع من الأورام يعتبر الاستئصال الجراحي لها الخيار الأكثر شيوعا للعلاج. ومع ذلك، لن تُضمَن ازالته لان الورم يلتصق أحيانا بقوة على العضلات والأنسجة المحيطة.
- ورم الخلايا البدينة هو ثاني أكثر أورام الجلد شيوعا في القطط.[13] وهي عادة تكون على هيئة عقد مفرده في الجلد، وأكثرها شيوعا على الرأس والرقبة. فيما يقارب ربع القطط المصابة توجد بها عقد متقرحة.[13] العقد المتعددة تحث في حوالي 20% من الحالات.[13]
- الأورام الميلانية ليست شائعة في القطط ولكنها تظهر كأورام في الخلايا القاعدية. هذه الأورام حميدة بطبيعتها، لكنها ثابته وترتفع من سطح الجلد. توجد عادة حول مناطق العنق والرأس والأذنين والكتف ويمكن علاجها من خلال العلاج الكيميائي أو العلاج الاشعاعي.
- اورام التكاثر النقيي هي نوع من أنواع الاضطرابات التي مرت عبر الاجيال. من الممكن ان يؤثر على النخاع العظمي وخلايا الدم البيضاء والحمراء والصفائح الدموية. اعراضه مشابهه لأعراض تخثر الدم مثل؛ الضعف، وصعوبة التنفس وشحوب الاغطية المخاطية وفقدان الشهية. لعلاج هذا الورم هناك عدة خيارات منها؛ العلاج الكيميائي وزرع نخاع العظام.
- سرطان العظام هي من الأورام التي تؤثر بشكل رئيسي على المفاصل والعظام والرئتين. سرطان العظام يمكن أن يؤدي إلى التورم، وفقدان البراعة، والسعال، وصعوبة التنفس. يتم التشخيص عن طريق التصوير الشعاعي وعادة ما يتبعه فحص مجهري. علاج هذا الورم يشمل التدخل الجراحي العدواني الذي قد يؤدي إلى بتر الأطراف المتضررة.
- تؤثر سرطانات الخلايا الحرشفية على المناطق التي تفتقر للصبغة الطبيعية (تجويف الفم، اللوزتين، الشفتين، الأنف، الجفون، الأذن الخارجية للأذن، الأطراف، الأصابع والأظافر)، أو المناطق التي تكون تحت اذى مستمر وتهيج. يتم تشخيصها من خلال اختبار العينة. تشمل خيارات علاجه: الجراحة، والعلاج بالتبريد، وارتفاع الحرارة، والعلاج الكيميائي، والإشعاع.

## العلاج

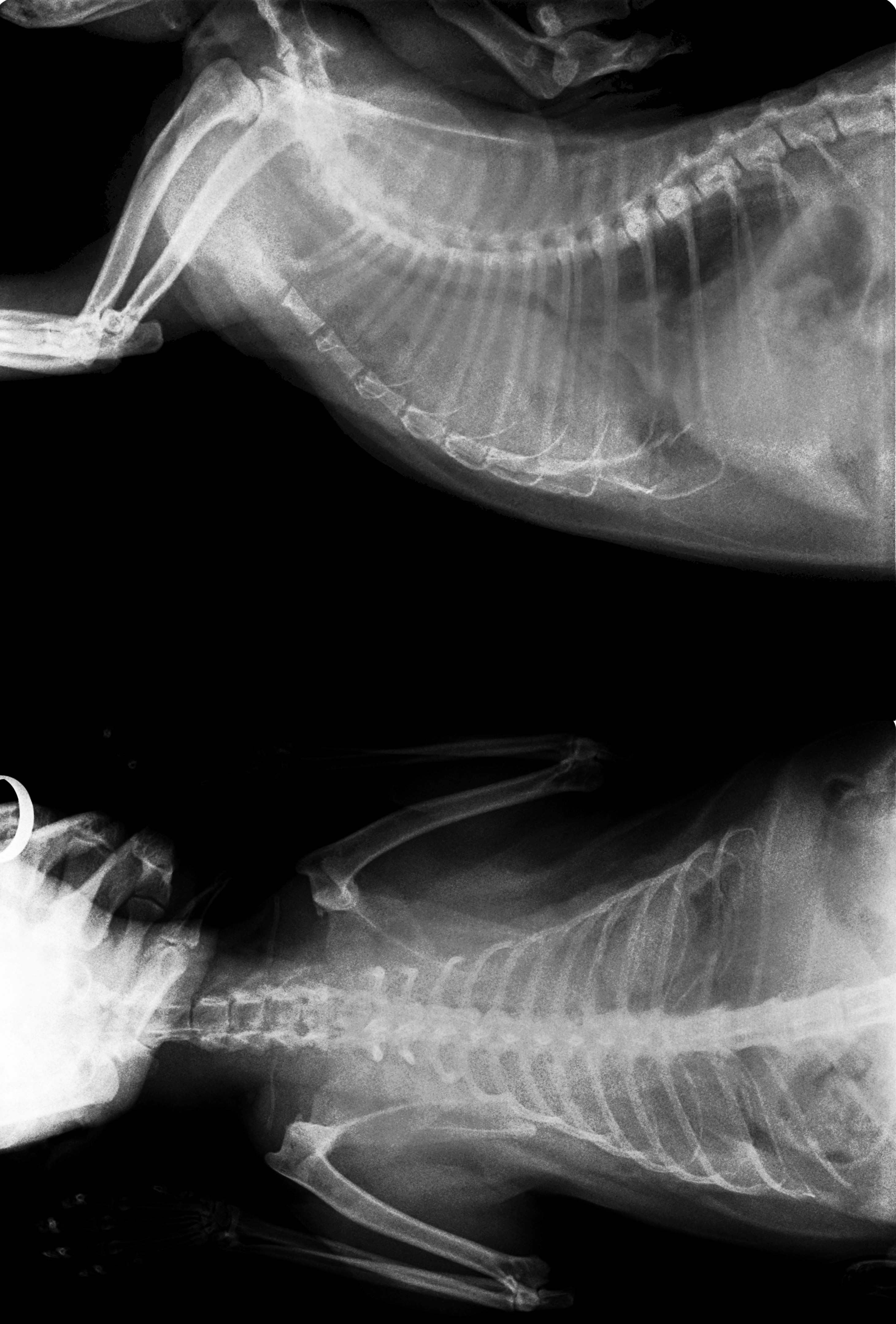
صورة بالأشعة السينية لقطة مصابة بفيروس ابيضاض الدم القططي وتعاني من سرطان الرئة

عادة ما يكون علاج السرطان في القطط عن طريق تشخيص ومراقبة الورم لتحديد نوعه وحجمه، ووضع خطة للعلاج والاهداف المرتبطة بها كطريقة للعلاج كذلك، والتقييم المنتظم للصحة العامة للحيوان.
- عادة ما يكون علاج السرطان في القطط عن طريق تشخيص ومراقبة الورم لتحديد نوعه وحجمه، ووضع خطة للعلاج والاهداف المرتبطة بها كطريقة للعلاج كذلك، والتقييم المنتظم للصحة العامة للحيوان.
- يستخدم الإشعاع للسيطرة أو علاج السرطان، فالورم المستهدف يقع في نطاق مناسب للإشعاع، بحيث لا تشارك فيه أجهزة حساسة للإشعاع. من الممكن أن يتم استعراض الحجم. يمكن ان يتم ذلك داخليا من خلال الغرسات ( العلاج الاشعاعي الموضعي) أو خارجيا باستخدام حزم اشعاعية ( العلاج عن بعد). حيث انه يدمر الحمض النووي للخلايا ويضمن من تناقص فرص استنساخها.
- يقوم العلاج الكيميائي بتكسير الكروموسومات في الخلية أو الورم، لذلك يصبح انقسام الخلايا مستحيلا، وهذا يؤدي إلى توقف الخلايا المتضررة على التكاثر أو انتشارها إلى أجزاء أخرى من الجسم. من تأثيراته الجانبية: ركود النخاع العظمي، وفقدان الشعر، والنزيف، بالإضافة إلى مشكلة رئيسية وهي انه لا يعمل بشكل فعال ضد الاورام الكبيرة.
- يعمل العلاج المناعي على فرضية أن العديد من السرطانات تحدث لان الجهاز المناعي للكائن الحي طمس من قبل الخلايا السرطانية وتؤكد أن الورم كان يمكن القضاء عليه إذا لم تكن البيئة الجزئية قد طمست، بدلا من استخدام الاجراءات الخارجية، فإنه يحفز نظام الحيوان نفسه لمكافحة السرطان. وخير مثال على هذا هو استخدام الاجسام المضادة أحادية النسيلة في تحفيز نظام المناعة في الجسم لمحاربة أي خلايا يعلقها.